# وسلی هوت
وسلی هوت (هلندی: Wesley Hoedt؛ زادهٔ ۶ مارس ۱۹۹۴) بازیکن فوتبال اهل هلند است.
او فوتبال خود را از آزد آلکمار شروع و در تابستان ۲۰۱۵ به لاتزیو پیوست.
وی همچنین در تیم ملی فوتبال هلند بازی کرده‌است.